# Amenhotep 3.
Amenhotep 3. (1300-tallet f.Kr.) var den niende farao af det 18. dynasti. Ifølge forskellige forfattere, regerede han Egypten fra juni 1386 til 1349 f.Kr. eller juni 1388 f.Kr. til december 1351 f.Kr. / 1350 f.Kr. efter at hans far Thutmose IV døde. Amenhotep 3. var søn af en mindre hustru af Thutmose ved navn Mutemwiya.
Hans dronning Teje, var datter af ypperstepræsten, og han er far til Akhnaton. Amenhotep bevarede herredømmet over Syrien og Nubien. Amenhotep 3. opførte også flere betydningsfulde bygningsværker, deriblandt to kolossalstatuer af sig selv, de såkaldte Memnonkolosserne og Luxor Temple.
Amenhotep 3. er kendt for at have giftet sig med flere udenlandske kvinder:
- Gilukhepa, datter af Shuttarna II af Mittani, i det tiende år af hans regeringstid.[3]
- Tadukhepa, datter af hans allierede Tushratta af Mittani, omkring år 36 hans regeringstid.[4][5]
- En datter af Kurigalzu, konge af Babylon.[5]
- En datter af Kadashman-Enlil, konge af Babylon.[5]
- En datter af Tarhundaradu, hersker over Arzawa.[5]
- En datter af herskeren af Ammia (i moderne Syrien).[5]